# Puente de Silves
El puente de Silves es un puente sobre el río Arade localizado en la ciudad de Silves, que le da nombre, en la región del Algarve, Portugal. A pesar de que su origen es controvertido, el puente tal como hoy se conoce fue construido en el siglo XV.

## Historia
Es posible que Silves tuviera un puente en la época romana, dato el hecho de que el poblado se encontraba en el cruce de vías romanas y también por el descubrimiento de opus signinum próximo al actual puente. Los siglos posteriores la historia es más oscura. Como Silves (llamada entonces Xelb) fue capital de un reino islámico los siglos XI-XII, algunos historiadores meditaron que un puente podría haber sido construida en la ciudad musulmana. Sin embargo, descripciones medievales de Silves realizadas por árabes y cristianos nunca mencionan un puente en la localidad, lo que hace improbable la existencia de tal estructura en la época. Por ejemplo, el cruzado que relata la conquista de la ciudad por D. Sancho I, en 1189, no menciona ningún puente.

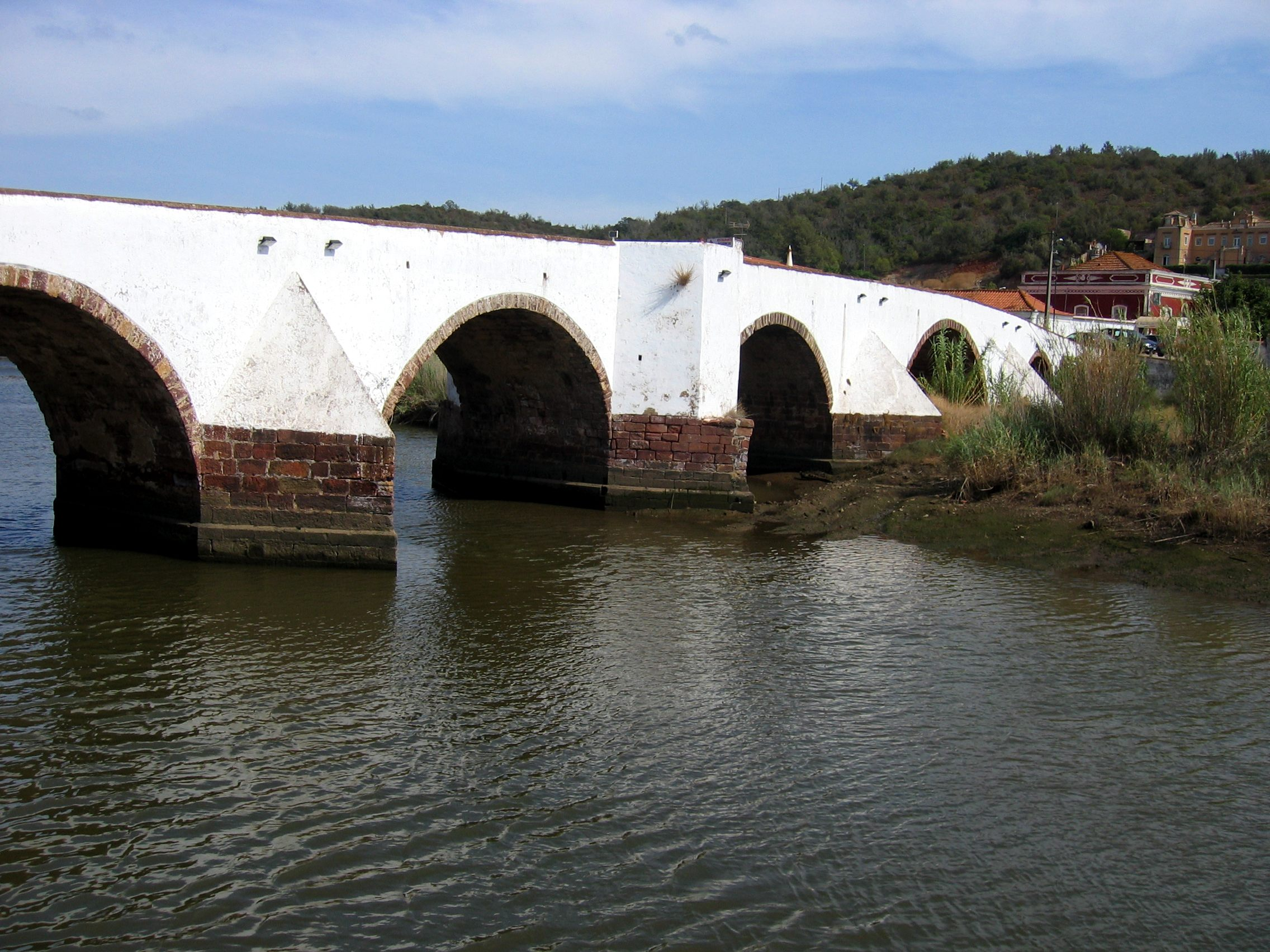
Puente Viejo del Arade, en Silves.

El puente actual fue levantado en el siglo XV. La primera referencia documental se encuentra en las Cortes de Lisboa de 1439, en que los enviados de Silves se refieren a los trabajos de reconstrucción de un puente. Otros documentos indican que el puente estaba aún en construcción en 1459, pero que en 1473 ya estaba terminado.
En el inicio del siglo XVII el puente perdió dos arcos y tuvo que ser restaurado. En 1716 fue nuevamente restaurado por el maestro albañil Inácio Mendes, pero reutilizando las estructuras anteriores. Las características estilísticas del puente, sin embargo, no fueron alteradas en esas reformas.'
El siglo XX un arco del puente, localizado en el margen derecha, fue eliminado para la construcción de la avenida marginal. En 1950 fue levantado un puente de cemento en las proximidades, y el viejo puente pasó a ser peatonal.

## Características
El puente tiene el tablero soportado por cinco arcos redondos, cuyos pilares están protegidos por cuatro tajamares. La talla de los bloques y sillares del puente es típicamente medieval, hecho comprobado por la presencia de varias marcas de cantero y restos de cerámica del siglo XV. Por las siglas y patrones de desgaste, los arcos cuarto y quinto de la margen izquierda podrían datar de la primera fase de construcción del puente. El tercer arco del margen izquierdo presenta siglas de cantero semejantes a las de las ventanas de la Catedral de Silves y debe datar del tercer cuarto del siglo XV.